# 潘起亮
潘起亮（—1865年），又名潘可祥，绰号小镜子、小禁子、小镜子和小金子，清朝江蘇南京人。小刀會及太平天國軍事人物。

## 生平
潘起亮最初在宝山大场镇彭浦彭三庙建立秘密团体“庙帮”。後來又與塘橋幫聯合組成百龍黨。1853年與小刀会合併。同年9月7日，潘起亮跟随刘丽川發動小刀會起义，殺死上海知縣袁祖德，占领上海等地。不久進攻江苏太仓，但未能成功。嘉定被清軍攻佔後，圖謀反攻嘉定县城，但被清軍擊敗。1855年1月，在上海縣城北門一度大敗前來進攻的法軍和清軍。2月，率军从上海突围，参加太平军，前往安徽、江西、浙江等地作戰。同治三年（1864年）九月，攻佔福建永定。1865年五月在广东大埔县塔下村（一說福建永定）与清军作战时戰死。